# パワー資源
パワー資源（パワーしげん）とは経営学用語の一つで、組織内において働いている人員の目標達成に向けての行動に影響を与えるような資源のことを言う。
例えば構成員が任務を行う場合に、
- 成果と引き換えに与える金品などの代価
- 構成員に対して行うことができる制裁
  - たとえば目標達成に協力しない構成員に対して以降の割り当てを減少したり、その構成員からの要望を受け入れなくするなどといった扱い
- 自己の保持している情報や専門知識
- 組織内においての一体感や帰属意識
- 組織や上司の正当性やカリスマ性

がパワー資源に当てはまる。